# Gran Premio d'Austria 1974
Il Gran Premio d'Austria 1974 è stata la dodicesima prova della stagione 1974 del Campionato mondiale di Formula 1. Si è corsa domenica 18 agosto 1974 sull'Österreichring. La gara è stata vinta dall'argentino Carlos Reutemann su Brabham-Ford Cosworth; per il vincitore si trattò del secondo successo nel mondiale. Ha preceduto sul traguardo il neozelandese Denny Hulme su McLaren-Ford Cosworth e il britannico James Hunt su Hesketh-Ford Cosworth.
Per Hulme fu il trentatreesimo, e ultimo, podio nel mondiale di Formula 1.

## Vigilia

### Aspetti tecnici
Il team privato John Goldie impiegò, per la prima volta, una Brabham BT44, in luogo della vecchia BT42.

### Aspetti sportivi
Jochen Mass abbandonò la Surtees, assieme allo sponsor Bang & Olufsen; ciò mise in grosse difficoltà finanziarie il team britannico. Venne confermato Derek Bell, come pilota, affiancato dal francese Jean-Pierre Jabouille, che era stato impiegato nelle prove del Gran Premio di Francia dalla Iso-Marlboro, senza però qualificarsi. Grazie però all'appoggio della Memphis International poté iscrivere una terza vettura, per il pilota locale Dieter Quester. Quester era stato iscritto, sempre dalla Surtees, nel Gran Premio di Germania 1971, senza però prendere parte nemmeno alle prove.
Anche l'Ensign aveva perduto l'appoggio del suo principale finanziatore, Teddy Yip, tanto da essere costretta ad appiedare Vern Schuppan, e ingaggiare Mike Wilds, che era stato impiegato dal Dempster International Racing Team nel Gran Premio di Gran Bretagna, in cui però aveva fallito la qualificazione.
L'infortunio di Mike Hailwood costrinse la McLaren a sostituirlo con David Hobbs, che mancava nella massima serie automobilistica dal Gran Premio degli USA 1971; la vettura era stata offerta anche a Mass, che aveva però non era stato liberato dalla Surtees. La BRM decise, per le difficoltà tecniche sperimentate nelle gare precedenti, di portare una sola monoposto, per Jean-Pierre Beltoise. Un altro infortunio, alle caviglie di Guy Edwards, costrinse un'altra scuderia, la Embassy Hill, a utilizzare, al suo posto, Rolf Stommelen. Il tedesco mancava, in campionato, dal Gran Premio del Canada 1972.
La Iso-Marlboro, ove da inizio stagione vi era stata una vera girandola di piloti, confermò Jacques Laffite assieme a Arturo Merzario, fino al termine del campionato. La Hesketh impiegò, per la prima volta, una seconda monoposto, affidata a Ian Scheckter, fratello di Jody, che aveva esordito nel Gran Premio del Sudafrica, con un team locale. Era stato anche ipotizzato che il sudafricano potesse, nel 1975, essere impiegato stabilmente dal team britannico.
Si rividero la AAW Racing Team con la Surtees privata affidata a Leo Kinnunen, e la Scuderia Finotto, che affidò la sua Brabham al pilota austriaco, esordiente nel mondiale, Helmuth Koinigg. Non partecipò alla gara austriaca, invece, la Maki.

## Qualifiche

### Resoconto
Il grande caldo fu protagonista della prima giornata di prove; la temperatura arrivò fino a 33 °C, penalizzando così i motori V12 della Scuderia Ferrari, e portando a un livellamento dei valori tra le varie monoposto. Il migliore fu Carlos Reutemann (con 1'35"56), che staccò di 4 decimi Jody Scheckter e di circa 6 James Hunt. Le due vetture italiane vennero precedute anche da Emerson Fittipaldi. Niki Lauda scontò anche la rottura del motore nel corso della prima sessione del mattino, dovendo utilizzare il muletto per la sessione ufficiale. A Clay Regazzoni venne attribuito, dai cronometristi il tempo di 1'36"31, un tempo di due decimi più alto di quanto registrato dalla Ferrari.
Malgrado il caldo fosse torrido anche al sabato, la Ferrari, dopo aver modificato la misura delle marce, e sostituito i motori, ottenne la pole position, l'ottava della stagione, con Niki Lauda. Il ferrarista era secondo pilota locale a ottenere questo risultato, nel gran premio di casa, dopo la pole position ottenuta da Jochen Rindt, nel 1970. Lauda colse 1'35"40, alla media di 223,05 km/h, proprio in uno degli ultimi tentativi. Reutemann non poté difendere la pole position provvisoria del venerdì, a causa della rottura della pompa della benzina della sua Brabham, che lo costrinse, a lungo, ai box.
La seconda fila venne conquistata dal duo brasiliano Emerson Fittipaldi-Carlos Pace, mentre la terza fila fu per Scheckter e Ronnie Peterson. Regazzoni chiuse in quarta fila: prima penalizzato da vari problemi tecnici, fu poi autore di un'uscita di pista all'ultima curva, dopo essere stato ostacolato da una Surtees. L'elvetico, per superare la vettura, frenò tardi, e uscì dal tracciato. Ciò portò alla rottura di una sospensione, costringendo così Regazzoni a ripiegare sul muletto.

### Risultati
I risultati delle qualifiche furono i seguenti:
| Pos | Nº | Pilota                | Costruttore                | Tempo    | Griglia |
| --- | -- | --------------------- | -------------------------- | -------- | ------- |
| 1   | 12 | Niki Lauda            | Ferrari                    | 1'35"40' | 1       |
| 2   | 7  | Carlos Reutemann      | Brabham-Ford Cosworth      | 1'35"56  | 2       |
| 3   | 5  | Emerson Fittipaldi    | McLaren-Ford Cosworth      | 1'35"76  | 3       |
| 4   | 8  | Carlos Pace           | Brabham-Ford Cosworth      | 1'35"91  | 4       |
| 5   | 3  | Jody Scheckter        | Tyrrell-Ford Cosworth      | 1'35"94  | 5       |
| 6   | 1  | Ronnie Peterson       | Lotus-Ford Cosworth        | 1'36"00  | 6       |
| 7   | 24 | James Hunt            | Hesketh-Ford Cosworth      | 1'36"11  | 7       |
| 8   | 11 | Clay Regazzoni        | Ferrari                    | 1'36"31  | 8       |
| 9   | 20 | Arturo Merzario       | Iso Marlboro-Ford Cosworth | 1'36"35  | 9       |
| 10  | 6  | Denny Hulme           | McLaren-Ford Cosworth      | 1'36"39  | 10      |
| 11  | 28 | John Watson           | Brabham-Ford Cosworth      | 1'36"52  | 11      |
| 12  | 21 | Jacques Laffite       | Iso Marlboro-Ford Cosworth | 1'36"86  | 12      |
| 13  | 27 | Rolf Stommelen        | Lola-Ford Cosworth         | 1'37"18  | 13      |
| 14  | 4  | Patrick Depailler     | Tyrrell-Ford Cosworth      | 1'37"25  | 14      |
| 15  | 9  | Hans-Joachim Stuck    | March-Ford Cosworth        | 1'37"37  | 15      |
| 16  | 16 | Tom Pryce             | Shadow-Ford Cosworth       | 1'37"39  | 16      |
| 17  | 33 | David Hobbs           | McLaren-Ford Cosworth      | 1'37"41  | 17      |
| 18  | 14 | Jean-Pierre Beltoise  | BRM                        | 1'37"43  | 18      |
| 19  | 23 | Tim Schenken          | Trojan-Ford Cosworth       | 1'37"43  | 19      |
| 20  | 10 | Vittorio Brambilla    | March-Ford Cosworth        | 1'37"47  | 20      |
| 21  | 26 | Graham Hill           | Lola-Ford Cosworth         | 1'37"54  | 21      |
| 22  | 2  | Jacky Ickx            | Lotus-Ford Cosworth        | 1'38"09  | 22      |
| 23  | 17 | Jean-Pierre Jarier    | Shadow-Ford Cosworth       | 1'38"17  | 23      |
| 24  | 35 | Ian Ashley            | Token-Ford Cosworth        | 1'38"67  | 24      |
| 25  | 30 | Dieter Quester        | Surtees-Ford Cosworth      | 1'38"88  | 25      |
| NQ  | 31 | Ian Scheckter         | Hesketh-Ford Cosworth      | 1'39"17  | NQ      |
| NQ  | 43 | Leo Kinnunen          | Surtees-Ford Cosworth      | 1'39"47  | NQ      |
| NQ  | 18 | Derek Bell            | Surtees-Ford Cosworth      | 1'39"53  | NQ      |
| NQ  | 22 | Mike Wilds            | Ensign-Ford Cosworth       | 1'39"96  | NQ      |
| NQ  | 19 | Jean-Pierre Jabouille | Surtees-Ford Cosworth      | 1'40"10  | NQ      |
| NQ  | 32 | Helmuth Koinigg       | Brabham-Ford Cosworth      | 1'40"60  | NQ      |

## Gara

### Resoconto
Jacques Laffite, della Iso-Marlboro, non poté prendere il via con gli altri piloti, in quanto le gomme sulla sua monoposto erano state montate al contrario. Ciò lo costrinse ai box per diversi giri, tanto che partì solo quando la gara aveva raggiunto il diciassettesimo giro.
Alla partenza, con temperatura dell'aria di 34 °C e dell'asfalto di 65 °C, Carlos Reutemann prese il via meglio di Niki Lauda, passandolo già alla prima curva. Carlos Pace era terzo, davanti a Clay Regazzoni, autore, a sua volta, di un ottimo avvio. Seguivano poi James Hunt, Jody Scheckter ed Emerson Fittipaldi. La partenza di Peterson venne ritardata per delle ultime sistemazione effettuate in griglia da un tecnico della Lotus. Al secondo giro Regazzoni passò Pace, per il secondo posto, mentre Ronnie Peterson prese la nona posizione ad Arturo Merzario.
Al giro 8 Pace perse un'altra posizione, questa volta a favore di Scheckter, ma già dopo un giro il sudafricano fu costretto all'abbandono, per un problema al motore. Nei giri successivi Hunt, che era quinto, cedette due posizioni, a Fittipaldi e Peterson. Fittipaldi, al dodicesimo giro, superò anche il connazionale Pace, per il quarto posto.
Al giro 13 Regazzoni passò il suo compagno di team, Lauda, che si trovava con un motore non in perfette condizioni. Nello stesso giro Pace cedette ancora un posto, questa volta a favore di Ronnie Peterson, mentre James Hunt fu costretto ai box per il cambio degli pneumatici.
Al quindicesimo giro Lauda, sempre più in crisi col propulsore, dovette abbassare il ritmo di gara, tanto da venir superato da diversi piloti. La gara, per il pilota austriaco, terminò dopo due giri, a causa del malfunzionamento di una valvola. Carlos Reutemann conduceva il gran premio con due secondi di vantaggio su Clay Regazzoni, messo sotto pressione da Emerson Fittipaldi e Ronnie Peterson.
La classifica rimase congelata, almeno per le primissime posizioni, fino al trentaduesimo passaggio, quando Pace fu capace di recuperare la quarta posizione a Peterson. Al giro 38 terminò la gara per Fittipaldi, bloccato da un guasto al motore. Ancora due giri, e Carlos Pace passò anche Regazzoni, portandosi al secondo posto. La gara era così condotta da due Brabham.
Al quarantaduesimo giro dovette ritirarsi anche Pace, per una perdita di carburante; poco dopo Regazzoni dovette cedere anche a Ronnie Peterson, che così si trovò secondo, alle spalle di Reutemann. A seguito dei diversi ritiri, la classifica era stata rivoluzionata, tanto che alle spalle del ferrarista si trovavano ora Patrick Depailler, Jacky Ickx, Denny Hulme e James Hunt.
I colpi di scena non finirono: al quarantatreesimo Depailler andò in testacoda, Ickx, che lo seguiva, non poté evitare che le due vetture andarono a collisione, finendo entrambe nella sabbia della curva Texaco. Depailler non poté riprendere la gara, mentre Ickx, rientrato in pista, non poté fare altro che andare ai box per abbandonare. Due giri dopo Clay Regazzoni, che aveva subito una foratura, fu costretto al passaggio al box. Qui ci fu una piccola incomprensione tra il pilota e i meccanici che gli cambiarono la ruota, che fece perdere a Regazzoni quasi un minuto. L'elvetico rientrò in gara settimo.
Ronnie Peterson, secondo, fu costretto al ritiro al giro 46, dopo la rottura della trasmissione, all'altezza della Texaco. Scalò così secondo Denny Hulme, staccato però di oltre quaranta secondi dal capoclassifica Reutemann. Terzo era Hunt, a un minuto, che precedeva Vittorio Brambilla, John Watson e Clay Regazzoni.
Nei giri finali Brambilla fu passato da Watson e Regazzoni, rimando comunque all'interno della zona dei punti. Carlos Reutemann vinse, per la seconda volta nel mondiale di Formula 1, precedendo Denny Hulme, al suo ultimo podio mondiale. Terzo chiuse James Hunt, al quarto podio iridato, mentre Vittorio Brambilla, sesto, iscrisse il suo primo punto.

### Risultati
I risultati del gran premio sono i seguenti:
| Pos | No | Pilota                | Costruttore                | Giri | Tempo/Ritiro       | Pos. Griglia | Punti |
| --- | -- | --------------------- | -------------------------- | ---- | ------------------ | ------------ | ----- |
| 1   | 7  | Carlos Reutemann      | Brabham-Ford Cosworth      | 54   | 1h28'44"72         | 2            | 9     |
| 2   | 6  | Denny Hulme           | McLaren-Ford Cosworth      | 54   | + 42"92            | 10           | 6     |
| 3   | 24 | James Hunt            | Hesketh-Ford Cosworth      | 54   | + 1'01"54          | 7            | 4     |
| 4   | 28 | John Watson           | Brabham-Ford Cosworth      | 54   | + 1'09"39          | 11           | 3     |
| 5   | 11 | Clay Regazzoni        | Ferrari                    | 54   | + 1'13"08          | 8            | 2     |
| 6   | 10 | Vittorio Brambilla    | March-Ford Cosworth        | 54   | + 1'13"82          | 20           | 1     |
| 7   | 33 | David Hobbs           | McLaren-Ford Cosworth      | 53   | +1 giro            | 17           |       |
| 8   | 17 | Jean-Pierre Jarier    | Shadow-Ford Cosworth       | 52   | +2 giri            | 23           |       |
| 9   | 30 | Dieter Quester        | Surtees-Ford Cosworth      | 51   | +3 giri            | 25           |       |
| 10  | 23 | Tim Schenken          | Trojan-Ford Cosworth       | 50   | +4 giri            | 19           |       |
| 11  | 9  | Hans-Joachim Stuck    | March-Ford Cosworth        | 48   | Sospensione        | 15           |       |
| 12  | 26 | Graham Hill           | Lola-Ford Cosworth         | 48   | +6 giri            | 21           |       |
| NC  | 35 | Ian Ashley            | Token-Ford Cosworth        | 46   | Non classificato   | 24           |       |
| Rit | 1  | Ronnie Peterson       | Lotus-Ford Cosworth        | 45   | Giunto             | 6            |       |
| Rit | 2  | Jacky Ickx            | Lotus-Ford Cosworth        | 43   | Collisione         | 22           |       |
| Rit | 4  | Patrick Depailler     | Tyrrell-Ford Cosworth      | 42   | Collisione         | 14           |       |
| Rit | 8  | Carlos Pace           | Brabham-Ford Cosworth      | 41   | Perdita di benzina | 4            |       |
| Rit | 5  | Emerson Fittipaldi    | McLaren-Ford Cosworth      | 37   | Motore             | 3            |       |
| NC  | 21 | Jacques Laffite       | Iso Marlboro-Ford Cosworth | 37   | Non classificato   | 12           |       |
| Rit | 20 | Arturo Merzario       | Iso Marlboro-Ford Cosworth | 24   | Alimentazione      | 9            |       |
| Rit | 16 | Tom Pryce             | Shadow-Ford Cosworth       | 22   | Testacoda          | 16           |       |
| Rit | 14 | Jean-Pierre Beltoise  | BRM                        | 22   | Motore             | 18           |       |
| Rit | 12 | Niki Lauda            | Ferrari                    | 17   | Motore             | 1            |       |
| Rit | 27 | Rolf Stommelen        | Lola-Ford Cosworth         | 14   | Incidente          | 13           |       |
| Rit | 3  | Jody Scheckter        | Tyrrell-Ford Cosworth      | 8    | Motore             | 5            |       |
| NQ  | 31 | Ian Scheckter         | Hesketh-Ford Cosworth      |      |                    |              |       |
| NQ  | 43 | Leo Kinnunen          | Surtees-Ford Cosworth      |      |                    |              |       |
| NQ  | 18 | Derek Bell            | Surtees-Ford Cosworth      |      |                    |              |       |
| NQ  | 22 | Mike Wilds            | Ensign-Ford Cosworth       |      |                    |              |       |
| NQ  | 19 | Jean-Pierre Jabouille | Surtees-Ford Cosworth      |      |                    |              |       |
| NQ  | 32 | Helmuth Koinigg       | Brabham-Ford Cosworth      |      |                    |              |       |
| NA  | 15 | Henri Pescarolo       | BRM                        |      |                    |              |       |
| NA  | 25 | Howden Ganley         | Maki-Ford Cosworth         |      |                    |              |       |
| NA  | 37 | François Migault      | BRM                        |      |                    |              |       |

## Statistiche
Piloti
- 2ª vittoria per Carlos Reutemann;
- 33º e ultimo podio per Denny Hulme;
- Unico Gran Premio per Dieter Quester;

Costruttori
- 15° vittoria per la Brabham;
- Ultimo Gran Premio per la Token;

Motori
- 75ª vittoria e 200° podio per il motore Ford Cosworth;

## Classifiche

### Piloti
| Pos. | Pilota               | Punti |
| ---- | -------------------- | ----- |
| 1    | Clay Regazzoni       | 46    |
| 2    | Jody Scheckter       | 41    |
| 3    | Niki Lauda           | 38    |
| 4    | Emerson Fittipaldi   | 37    |
| 5    | Carlos Reutemann     | 23    |
| 6    | Ronnie Peterson      | 22    |
| 7    | Denny Hulme          | 18    |
| 8    | Jacky Ickx           | 12    |
| 9    | Mike Hailwood        | 12    |
| 10   | Patrick Depailler    | 11    |
| 11   | Jean-Pierre Beltoise | 10    |
| 12   | James Hunt           | 8     |
| 13   | Jean-Pierre Jarier   | 6     |
| 14   | Hans-Joachim Stuck   | 5     |
| 15   | John Watson          | 4     |
| 16   | Carlos Pace          | 3     |
| 17   | Arturo Merzario      | 1     |
| 18   | Graham Hill          | 1     |
| 19   | Tom Pryce            | 1     |
| 20   | Vittorio Brambilla   | 1     |

### Costruttori
| Pos. | Team                       | Punti |
| ---- | -------------------------- | ----- |
| 1    | Ferrari                    | 59    |
| 2    | McLaren-Ford Cosworth      | 55    |
| 3    | Tyrrell-Ford Cosworth      | 45    |
| 4    | Lotus-Ford Cosworth        | 29    |
| 5    | Brabham-Ford Cosworth      | 24    |
| 6    | BRM                        | 10    |
| 7    | Hesketh-Ford Cosworth      | 8     |
| 8    | Shadow-Ford Cosworth       | 7     |
| 9    | March-Ford Cosworth        | 6     |
| 10   | Surtees-Ford Cosworth      | 3     |
| 11   | Iso Marlboro-Ford Cosworth | 1     |
| 12   | Lola-Ford Cosworth         | 1     |